# Horodyszcze (stacja kolejowa na Białorusi)
Horodyszcze (biał. Гарадзішча, ros. Городище) – stacja kolejowa w miejscowości Horodyszcze, w rejonie mińskim, w obwodzie mińskim, na Białorusi. Leży na linii Moskwa - Mińsk - Brześć.